# Freibad Gehlenbeck

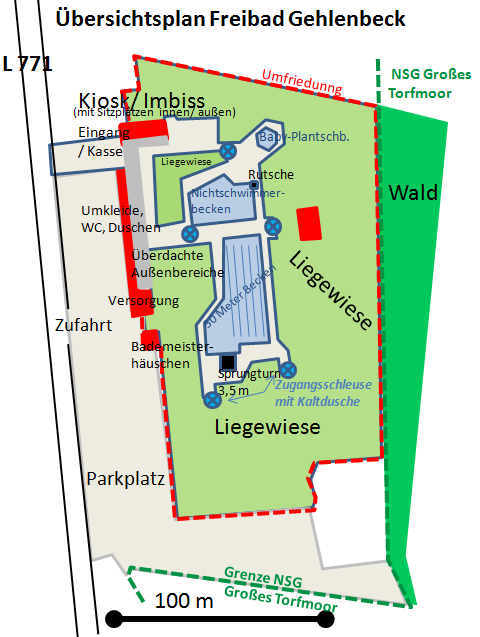
Übersichtsplan des Bades

Das Freibad Gehlenbeck, früher Amtsfreibad Gehlenbeck, ist ein städtisches Freibad in der ostwestfälischen Stadt Lübbecke in Nordrhein-Westfalen. Das Schwimmbad liegt im Ortsteil Gehlenbeck. Seit 2005 ist es das einzige Freibad der Stadt. 2004 wurde über das Freibad ein Bürgerentscheid abgehalten, in dem es um die Schließung eines der beiden Freizeitbäder in Lübbecke ging.

## Lage

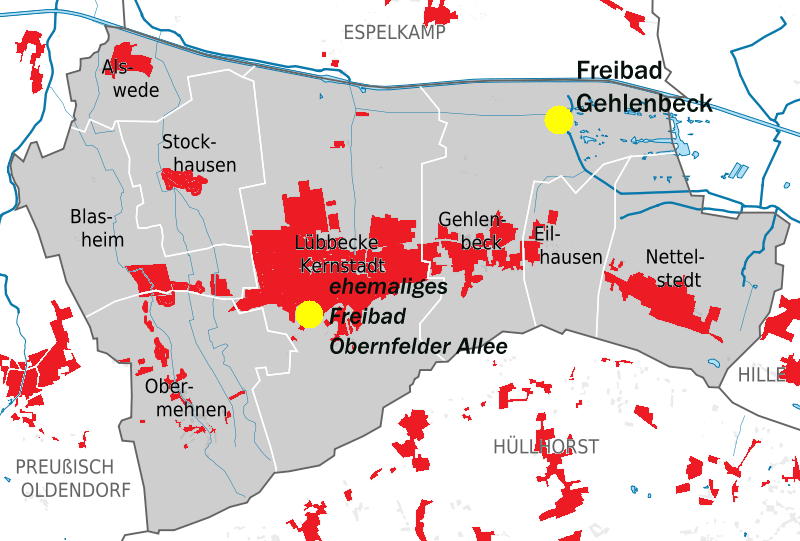
Lage des Freibades Gehlenbeck. Die roten Bereiche sind die Siedlungsschwerpunkte

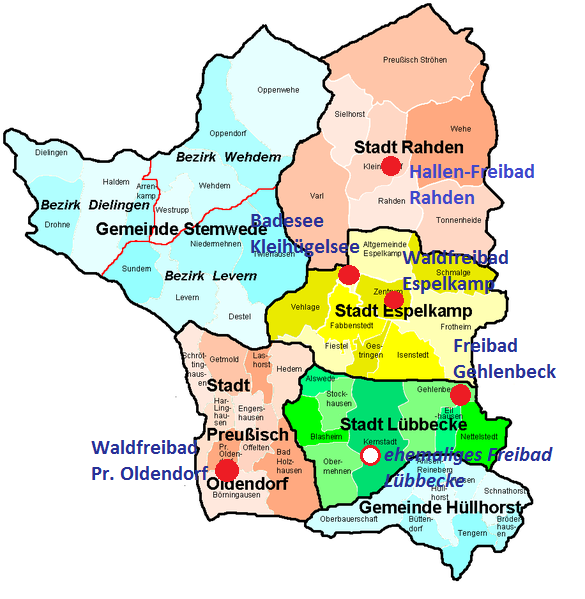
Das Freibad Gehlenbeck ist nach der Schließung des Lübbecker Freibades eines von vier verbliebenen Freibädern des Altkreises Lübbecke

Das Bad liegt im nördlichen Bereich des Stadtteils Gehlenbecks und damit recht abgelegen an der Nordostecke der Stadt Lübbecke, nördlich der kleinen Ortschaft Eichholz rund 600 Meter südlich des Mittellandkanals, der auch die Stadtgrenze bildet und in Sichtweite des Großen Torfmoores – das Naturschutzgebiet des Moores beginnt unmittelbar westlich des Bades, das eigentliche Hochmoor von da etwa 300 Meter weiter. Das Hochmoor und der Umstand, dass die Flöthe, ein langsam fließender Moorbach, unmittelbar an der Nordseite das Bades vorbeifließt (wie der Wittelsbach im Süden), begründet zwar eine schöne, idyllische Aussicht von der Liegewiese, rächt sich in gewisser Weise aber auch durch die Badegäste peinigende Mücken und Bremsen aus den Brutstätten der Tümpel des Moores und nahen Fließgewässer.
Das Bad liegt direkt an der L771, einer gut ausgebauten, aber vergleichsweise wenig frequentierten Landstraße, die u. a. die Orte Gehlenbeck und Frotheim verbindet.
Im Jahre 2014 wurde das Bad von rund 32.000 und im Jahre 2015 von rund 30.000 Menschen besucht. In dem sehr warmen Sommer 2003 waren es sogar 78.000 Menschen, die das Bad besuchten.

## Ausstattung und Service

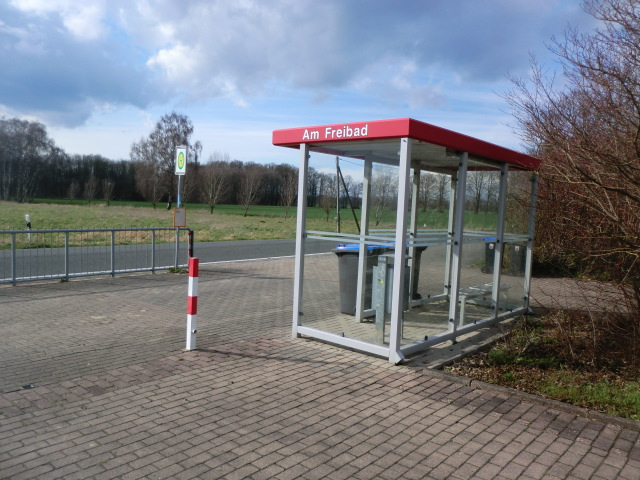
Eine Bushaltestelle, auch für den beschriebenen Transportservice der Stadt, wurde direkt vor dem Eingang eingerichtet

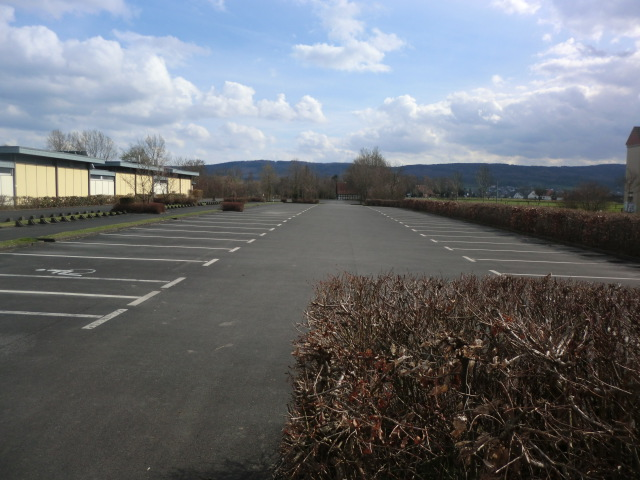
Ein Teil des Parkplatzes vor dem Bad. Im Hintergrund das Wiehengebirge, an dessen Fuße die Ortschaft Gehlenbeck liegt.

Das Gehlenbecker Freibad bietet nach Angabe der Stadt Platz für mehr als 3500 Besucher. Das auf 22 °C beheizte Bad verfügt über 1800 Quadratmeter Wasseroberfläche, die sich auf ein großes 50-Meter-Becken mit sechs Bahnen und mit Ein-, Drei und Fünfmetersprungturm für Schwimmer, ein kleineres und flacheres Becken mit Rutsche und ein Baby-Planschbecken verteilen. Die Liegewiesen umfassen rund 18.000 Quadratmeter Liegefläche und bieten auch die Flächen für Rasensport. Das Gelände ist damit so groß wie 2,5 Fußballfelder.
Daneben gibt es die obligatorischen Umkleidekabinen, Duschen, Toiletten und einen Kiosk bzw. Imbiss mit Sitzgelegenheiten sowie einen Spielplatz. Der Imbiss bietet neben den abgepackten Dingen (Getränke, Eiscreme, Süßigkeiten) auch warme Getränke (Kaffee, Tee) und einfache warme Mahlzeiten (Schnitzel, Frikadellen) an.
Der Spielplatz wurde 2009 für 15.000 Euro mit neuen Spielgeräten ausgestattet und verfügt nun über ein acht Meter langes Piratenschiff mit schräger Podestebene zum Klettern und Rutschen. Direkt vor dem Bad befinden sich Parkplätze auf rund 9000 m² Fläche.
Die Stadt Lübbecke bietet einen kostenlosen Bustransfer zum Freibad an. Der „Freibad-Bus“ startet kurz nach Mittag am Blasheimer Marktplatz und hält dann auf dem Weg ins Freibad noch am Lübbecker Busbahnhof, an der Siekenkampstraße und bei Sander in Gehlenbeck. Der Freibad-Bus fährt in der Zeit der Schulferien im Sommer. Die Rückfahrt vom Freibad erfolgt ab 18.00 Uhr.

## Geschichte

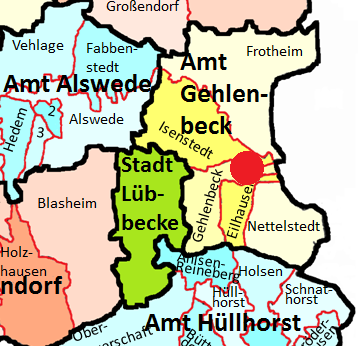
Lage des Amtsfreibades innerhalb des Amtes Gehlenbeck von 1970 bis 1973

Die Eröffnung des Amtsfreibades Gehlenbeck fand am 1. Juni 1970 statt. Das Freibad war damit das Amtsfreibad des mittlerweile aufgelösten Amtes Gehlenbeck. Ein Kuriosum in der Folge der Auflösung des Amtes im Rahmen der Gebietsreform im Jahre 1973 und der Angliederung der Gemeinde Gehlenbeck an Lübbecke war, dass die Stadt Lübbecke ab 1973 über zwei Freibäder verfügte. Das einst zentral in der Mitte des Amtes Gehlenbeck, knapp südlich des Mittellandkanals liegende Amtsfreibad Gehlenbeck fiel auch an die Stadt Lübbecke, obschon Lübbecke bereits mit dem Freibad in der Obernfelder Allee über ein Städtisches Freibad in der Kernstadt verfügte. Das heißt, nicht die jeweiligen Einzugsgebiete der Bäder, jedoch der Zuschnitt der Grenzen und Zuständigkeiten hatten sich geändert: Die ehemaligen Gebiete des Amtes Gehlenbeck nördlich des Kanals, die Dörfer Isenstedt und Frotheim fielen mit der Gebietsreform an die Stadt Espelkamp. Obschon die Bürger von dort weiterhin das Bad nutzen, fühlte sich Espelkamp natürlich nicht für die Finanzierung, d. h. Subventionierung des Bades in Gehlenbeck zuständig, hatte und hat es ja selbst ein zentralstädtisches Freibad. Nun musste Lübbecke also zwei Freibäder finanzieren. Nach jahrzehntelanger Diskussion wurde dann das alte innerstädtische Freibad in zentraler Lage 2005 nach einem Bürgerentscheid, bei dem Gehlenbeck mehr Bürger mobilisieren konnte, aufgegeben und das sehr abseits gelegene Gehlenbecker Freibad wurde das einzige städtische Freibad Lübbeckes.

### Bürgerentscheid am 2. Mai 2004
Der Bürgerentscheid war nicht erfolgreich. Bei einer Wahlbeteiligung von 40,4 % haben 57,8 % der Abstimmenden die Frage mit „Nein“ beantwortet.
Beim Bürgerentscheid, der am 2. Mai 2004 durchgeführt wurde, konnten die Bewohner Lübbeckes zu folgender Frage Stellung beziehen:
„Soll das Freibad Lübbecke unter gleichzeitiger Schließung des Amtsfreibades Gehlenbeck erhalten und für den Badebetrieb geöffnet werden?“
Der Entscheid wurde im Vorfeld in der Bevölkerung heftig diskutiert und polarisierte in gewisser Weise die Öffentlichkeit. Im Ergebnis votierte eine Mehrheit von 57,78 % für "Nein", wobei in den südwestlichen Stadtteilen eine Mehrheit mit "Ja", also für die Erhaltung des alten zentralen Freibades, in den östlichen Stadtteilen Gehlenbeck, Eilhausen und Nettelstedt eine überaus deutliche Mehrheit (97–98 %) mit „Nein“ stimmten. Zudem lag die Beteiligung am Entscheid in den drei genannten östlichen Stadtteilen deutlich über 50 % während sie in den anderen, einschließlich denen der bevölkerungsreichen Kernstadt, 58 % der Stadtbewohner leben dort, deutlich darunter, überwiegend unter 30 %, lag. Letztlich gab also der Grad der Mobilisierung der Lager den Ausschlag – die drei Stadtteile Kernstadt, Obermehnen und Blasheim, die mehrheitlich für den Erhalt des Freibades an der Obernfelder Allee stimmten, repräsentieren rund 68 Prozent der Stadtbevölkerung. Zudem ist nach § 4 der Satzung der Stadt Lübbecke über die Durchführung von Bürgerentscheiden nur abstimmungsberechtigt, wer am Tag des Bürgerentscheids Deutscher im Sinne des Grundgesetzes ist oder die Staatsangehörigkeit eines Mitgliedstaats der Europäischen Gemeinschaft (gemeint ist die Europäische Union) besitzt. Dies schloss von vorneherein einen Teil der Mitbürger, z. B. die mit türkischen oder bosnischer Staatsangehörigkeit und auch Asylsuchende und die überwiegend in der Kernstadt und weniger in den bäuerlich geprägten Dörfern der Umgebung wohnen, von vorneherein an der Teilnahme am Entscheid aus.

## Einzugsgebiet
Aufgrund seiner peripheren Lage ist das Bad in Gehlenbeck nicht das nächstgelegene für alle Bewohner der Stadt Lübbecke: nach der Schließung des zentralstädtischen Freibades ist es nun zwar zusätzlich das nächstgelegene für die Bewohner der Kernstadt und des Stadtteils Stockhausen, für die Stadtteile Obermehnen und Blasheim liegt das Freibad in Preußisch Oldendorf, für die von Alswede das in Espelkamp näher.
Gleichwohl findet das Freibad Gehlenbeck sein Einzugsgebiet nach wie vor auch außerhalb des Stadtgebiets: für die ehemaligen amtsangehörigen Gemeinden nördlich des Mittellandkanals, dem Großteil der Gemeinde Hille (Hille-Dorf, Eickhorst, Ober- und Unterlübbe), die auf ihrer Webseite die Bürger und Besucher zum Besuch sogar offiziell einlädt, sowie für die östlichen Ortsteile der Gemeinde Hüllhorst (insbesondere für die Dörfer Schnathorst, Holsen und Bröderhausen) ist es die nächstgelende Badeanstalt.
- Tabelle: Bewohner im Umkreis des Bades. Für Gehlenbeck ist zusätzlich zu bemerken, dass von den eh wenigen Bewohnern im näheren Umkreis ein Großteil außerhalb Lübbeckes wohnt. Im Radius "2 km", wohnen rund 500 der rund 1.400 Einwohner nördlich des Kanals, sprich in Espelkamp. Im Umkreis von 3 Kilometern sind es rund 2.500 Menschen, die in Espelkamp und zu einem kleineren Teil in Hille wohnen. Selbst im Umkreis von sieben Kilometern um das Freibad Gehlenbeck wohnen zwar rund 52.300 Menschen aus fünf Kommunen, jedoch nicht alle der 25.000 Einwohner Lübbeckes; der überwiegende Teil der Lübbecker Stadtteile Alswede, Blasheim und Obermehnen mit zusammen 2.300 Lübbecker Bürgern (von den 3.700 Einwohnern dieser drei Ortsteile) bleibt auch bei diesem großen Radius ausgegrenzt. Im Falle des Bades in Obernfelde verhält es sich andern: Im Umkreis von ein und zwei Kilometern wohnen nur "Lübbecker", erst im Umkreis von drei Kilometern gibt es rund 650 Bewohner (von knapp 19.000 Bewohnern), die außerhalb der Stadt (in diesem Fall in Niedringhausen/Reineberg) ihren Wohnsitz haben. (Daten ermittelt mittels Einwohner NRW – Online-Rechner)

| Bad                | Bewohner im 500-m-Radius | Bewohner im 1-km-Radius | Bewohner im 2-km-Radius | Bewohner im 3-km-Radius | Bewohner im 4-km-Radius |
| ------------------ | ------------------------ | ----------------------- | ----------------------- | ----------------------- | ----------------------- |
| Freibad Obernfelde | 1.195                    | 4.665                   | 13.020                  | 18.845                  | 23.335                  |
| Freibad Gehlenbeck | 75                       | 140                     | 1.410                   | 6.320                   | 13.670                  |

## Sonstiges

### Kontroverse um den Weiterbetrieb
Seit einigen Jahren wird auf kommunalpolitischer Ebene diskutiert, auch das Gehlenbecker Bad aus Kostengründen zugunsten eines dann wieder zentraler liegenden und vermutlich besser frequentierten Kombibades zu schließen. Eine weitere Fraktion setzt sich für die Wiedereröffnung des denkmalgeschützten, sich jedoch im Verfall befindlichen, ehemaligen zentralstädtischen Freibades ein.

### DLRG-Ortsgruppe Gehlenbeck
Die Gründung der DLRG-Ortsgruppe Gehlenbeck stand in Zusammenhang mit der Eröffnung des Amtsfreibades. Bereits im Eröffnungsjahr 1970 wurde ein Lehrgang zur Rettungsschwimmausbildung durchgeführt. Im Jahr 1976 betrug die Mitgliederzahl bereits 102 Personen. Die DLRG-Ortsgruppe Lübbecke hatte sich zum 1. Januar 1985 der Gehlenbecker Gruppe angeschlossen. Auch deshalb hatte die DLRG-Ortsgruppe Gehlenbeck 2001 schon 223 Mitglieder. Im Jahre 1977 begann die Planung zur Gründung einer Tauchergruppe.

## Einrichtungen in der Nähe
Unmittelbar neben dem Bad liegt das NABU-Besucherzentrum Moorhus. Knapp einen Kilometer nordwestlich des Bades liegt das Gut Renkhausen.